# Kartka świąteczna

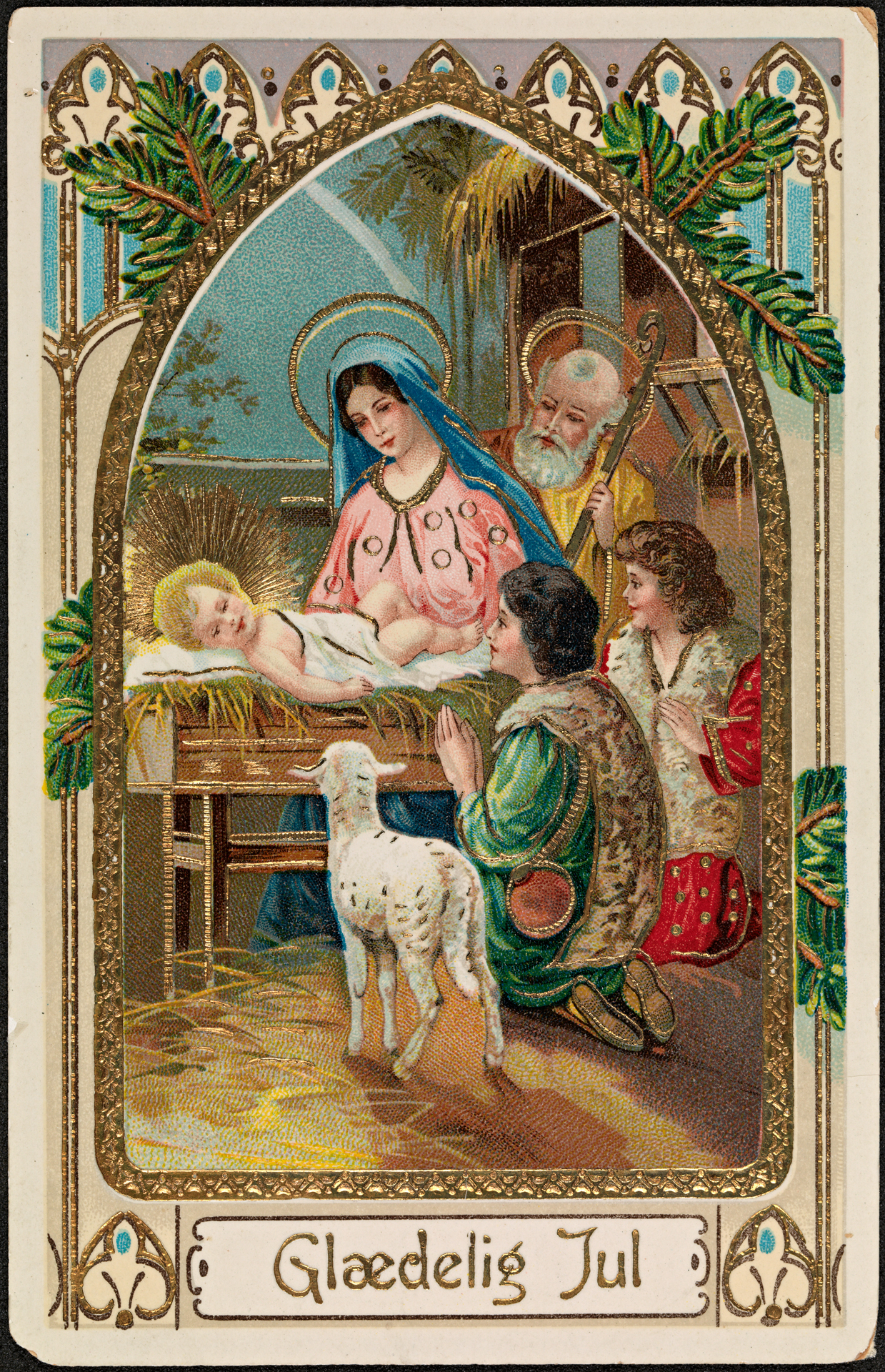
Kartka świąteczna z 1912 roku

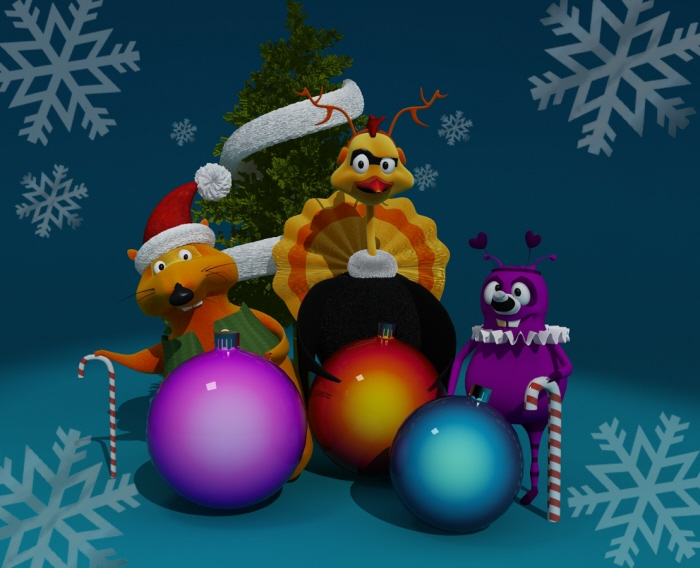
Współczesna kartka świąteczna

Kartka świąteczna – okolicznościowa kartka pocztowa, często w formie karnetu, z grafiką lub ilustracją tematycznie nawiązującą do świąt, ich symboli i tradycji.
Wiele z kartek zawiera też gotową treść życzeń świątecznych. Idea kartek świątecznych narodziła się w XX wieku dzięki masowemu rozwojowi poligrafii. W Polsce zwykle są wysyłane z okazji Bożego Narodzenia i Wielkanocy. Mimo rozpowszechnienia poczty elektronicznej, która ograniczyła korzystanie z usług tradycyjnej poczty, kartki świąteczne z życzeniami nadal cieszą się ogromną popularnością. Wiele przedsiębiorstw zamawia własne projekty i wysyła je do klientów.